# Rejectaria lysandria
Rejectaria lysandria är en fjärilsart som beskrevs av Druce 1891. Rejectaria lysandria ingår i släktet Rejectaria och familjen nattflyn. Inga underarter finns listade.